# Cerc mare

Cea mai scurtă cale de pe suprafața pământului între punctul A și punctul B este o ortodromă.

Un cerc mare al unei sfere este, în geometria în spațiu, un cerc al cărui centru coincide cu centrul sferei și a cărui rază este egală cu raza sferei.
Pe o sferă, drumul cel mai scurt dintre două puncte (drum conținut pe acea sferă) este dat de cercul mare care trece prin cele două puncte.

În aviație, se zboară de obicei de-a lungul acestor „cercuri mari” numite ortodrome, pentru a putea acoperi cea mai scurtă distanță de zbor. Termenul sinonim folosit mai des în mod colocvial este „linie aeriană”.